# Креммен
Креммен (нем. Kremmen) — город в Германии, в земле Бранденбург.
Входит в состав района Верхний Хафель. Население составляет 7102 человека (на 31 декабря 2010 года). Занимает площадь 206,01 км². Официальный код — 12 0 65 165.
Город подразделяется на 7 городских районов.
| Год  | Население |
| ---- | --------- |
| 1990 | 6 259     |
| 1995 | 6 568     |
| 2000 | 7 234     |
| 2005 | 7 373     |
| 2010 | 7 102     |
| 2015 | 7 238     |
| 2020 | 7 700     |

## Фотографии
- Водонапорная башня